# Murmanus
Murmanus (... – 837) è stato a capo dei Bretoni tra l'825 e l'837.
Non sappiamo con certezza se rivendicò o meno il titolo di sovrano, conoscendolo essenzialmente tramite le testimonianze del cronista franco, Reginone, che lo definì Re dei Bretoni.

## Biografia
Di Murmanus si hanno scarse notizie. Il cronista franco, Reginone, lo cita, nell'836, come responsabile della ribellione contro l'imperatore del Sacro Romano Impero, Ludovico il Pio. Infatti in quell'anno i Bretoni, sotto la guida di Murmanus, non rispettarono i patti federativi coi Franchi. Allora l'imperatore preparò l'esercito e attaccò, senza però ottenere la vittoria.
Murmanus però, definito re dei Bretoni, dal cronista Reginone, morì l'anno successivo, nell'837.
Dopo la sua morte l'imperatore, Ludovico il Pio, a Ingelnheim, nominò duca del suo popolo, Nominoë, che gli successe sul trono.

### Fonti primarie
- (LA)  Monumenta Germanica Historica, tomus I.

### Letteratura storiografica
- René Poupardin, Ludovico il Pio, in «Storia del mondo medievale», vol. II, 1999, pp. 558–582.